# Gąski (powiat Koszaliński)

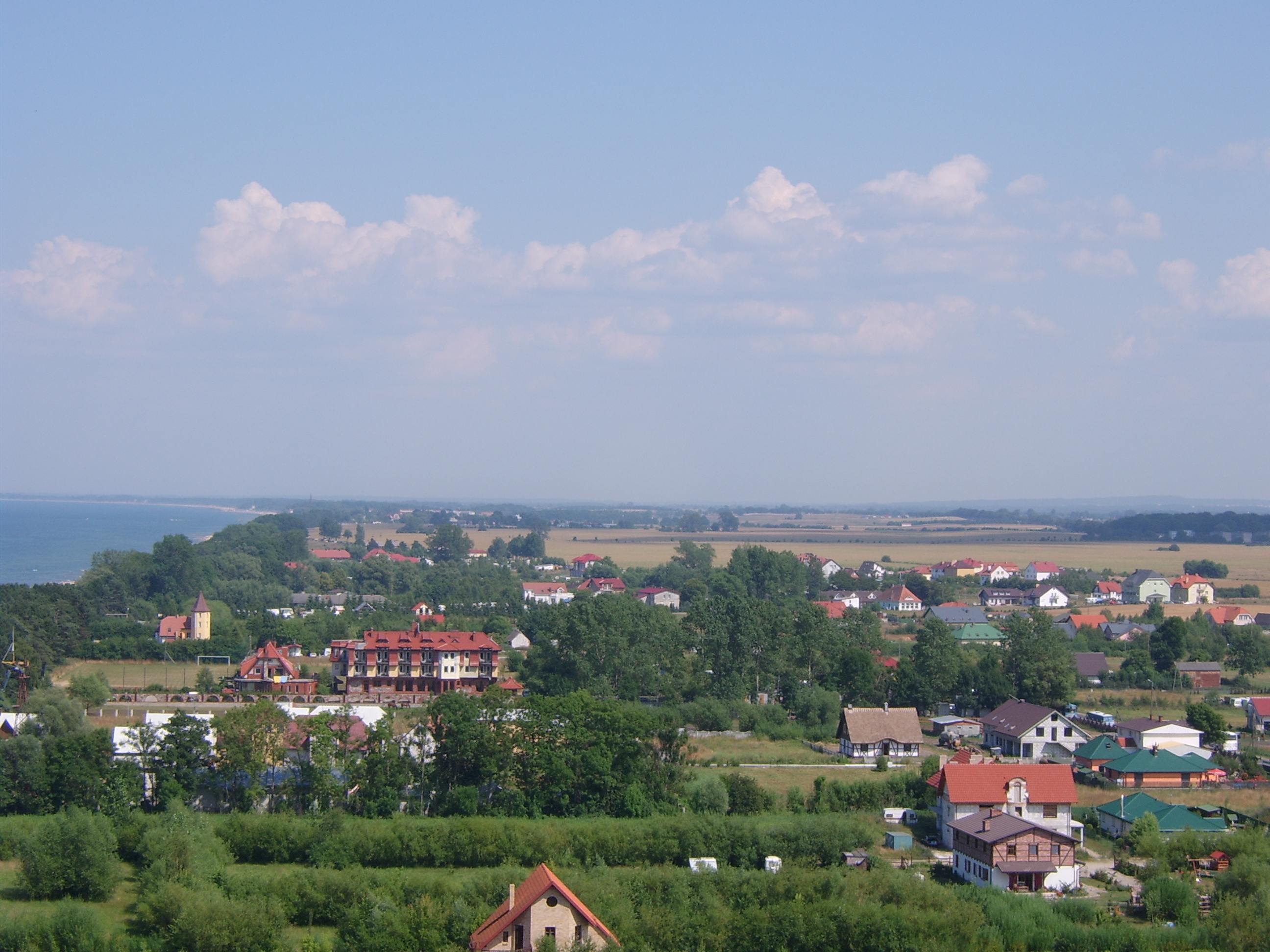
Gąski

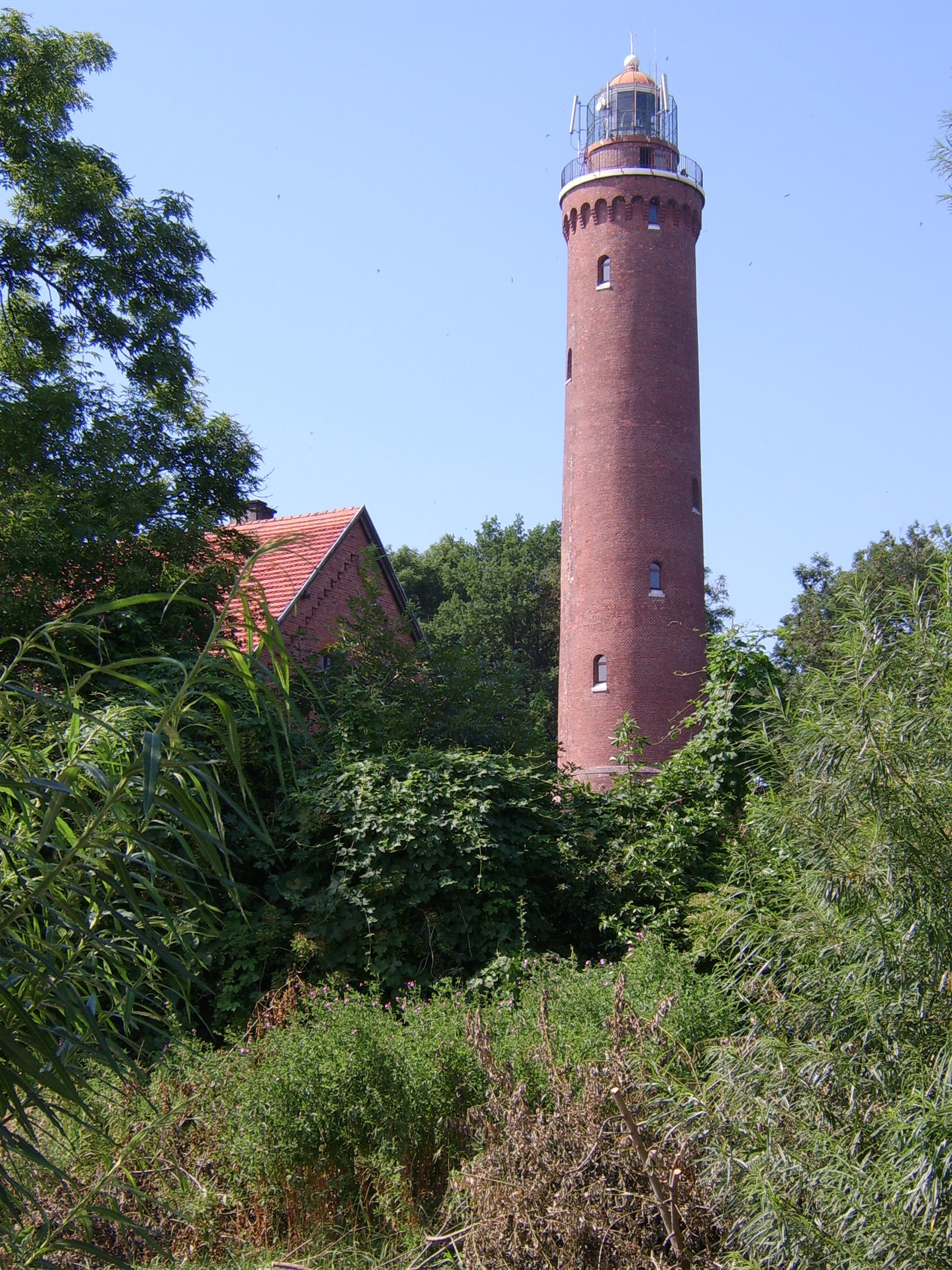
Vuurtoren in Gąski

Gąski (Duits: Funkenhagen) is een dorp in het Poolse woiwodschap West-Pommeren, in het district Koszaliński. De plaats maakt deel uit van de gemeente Mielno en telt 400 inwoners.